# Amblygobius phalaena
 Amblygobius phalaena  es una especie de peces de la familia de los Gobiidae en el orden de los Perciformes.

## Morfología
Los machos pueden llegar a alcanzar los 15 cm de longitud total.

## Distribución geográfica
Se encuentra desde las Filipinas hasta las Islas de la Sociedad, las Islas Ryukyu, el sur de Australia y Micronesia.

## Observaciones
Es inofensivo para los humanos.